# Metro Express (Mauritius)
| Ein Urbos 3 in Rose Hill Central |                      |                           |                           |
| |                      |                           |                           |
| Streckenlänge: | 25,95 km             |                           |                           |
| Spurweite: | 1435 mm (Normalspur) |                           |                           |
| Stromsystem: | 750 V =              |                           |                           |
| Streckengeschwindigkeit: | 80 km/h              |                           |                           |
| |                      |                           |                           |
| \| \| \| Aapravasi Ghat \| \| \| \| \| Victoria \| \| \| \| \| \| \| \| \| \| M 2 \| \| \| \| \| Rivière St Jean \| \| \| \| \| St Louis \| \| \| \| \| Grande Rivière Nord-Ouest \| \| \| \| \| Coromandel \| \| \| \| \| Depot Richelieu \| \| \| \| \| Barkly \| \| \| \| \| Beau Bassin \| \| \| \| \| Vandermeersch \| \| \| \| \| \| \| \| \| \| \| \| \| \| \| Rose Hill Central \| \| \| \| \| Ebène Cybercity \| \| \| \| \| Grande Rivière Nord-Ouest \| \| \| \| \| Mahatma Gandhi \| \| \| \| \| Belle Rose \| \| \| \| \| Quatre Bornes Central \| \| \| \| \| St Jean \| \| \| \| \| Trianon \| \| \| \| \| Phoenix \| \| \| \| \| Phoenix Mall \| \| \| \| \| Palmerstone \| \| \| \| \| Vacoas Central \| \| \| \| \| Sadally \| \| \| \| \| Floréal \| \| \| \| \| Curepipe North \| \| \| \| \| \| \| \| \| \| Curepipe Central \| \| |                      |                           |                           |
| U-Bahn-Kopfbahnhof Streckenanfang (Strecke außer Betrieb) |                      | Aapravasi Ghat            | Aapravasi Ghat            |
| U-Bahn-Kopfbahnhof Strecke bis hier außer Betrieb |                      | Victoria                  | Victoria                  |
| U-Bahn-Brücke |                      |                           |                           |
| |                      | M 2                       |                           |
| U-Bahn-Brücke über Wasserlauf |                      | Rivière St Jean           | Rivière St Jean           |
| U-Bahn-Haltepunkt / Haltestelle |                      | St Louis                  | St Louis                  |
| U-Bahn-Brücke über Wasserlauf |                      | Grande Rivière Nord-Ouest | Grande Rivière Nord-Ouest |
| U-Bahn-Haltepunkt / Haltestelle |                      | Coromandel                | Coromandel                |
| U-Bahn-Betriebsstelle Streckenanfang und quer · U-Bahn-Abzweig geradeaus, nach rechts und von rechts |                      | Depot Richelieu           | Depot Richelieu           |
| U-Bahn-Haltepunkt / Haltestelle |                      | Barkly                    | Barkly                    |
| U-Bahn-Haltepunkt / Haltestelle |                      | Beau Bassin               | Beau Bassin               |
| U-Bahn-Haltepunkt / Haltestelle |                      | Vandermeersch             | Vandermeersch             |
| U-Bahn-Strecke Anfang Hochstrecke |                      |                           |                           |
| U-Bahn-Abzweig geradeaus und von links · U-Bahn-Strecke von rechts |                      |                           |                           |
| U-Bahn-Bahnhof · U-Bahn-Strecke Ende Hochstrecke |                      | Rose Hill Central         | Rose Hill Central         |
| U-Bahn-Strecke Ende Hochstrecke · U-Bahn-Haltepunkt / Haltestelle |                      | Ebène Cybercity           | Ebène Cybercity           |
| U-Bahn-Strecke · U-Bahn-Brücke über Wasserlauf |                      | Grande Rivière Nord-Ouest | Grande Rivière Nord-Ouest |
| U-Bahn-Strecke · U-Bahn-Kopfbahnhof Streckenende |                      | Mahatma Gandhi            | Mahatma Gandhi            |
| U-Bahn-Haltepunkt / Haltestelle |                      | Belle Rose                | Belle Rose                |
| U-Bahn-Haltepunkt / Haltestelle |                      | Quatre Bornes Central     | Quatre Bornes Central     |
| U-Bahn-Haltepunkt / Haltestelle |                      | St Jean                   | St Jean                   |
| U-Bahn-Haltepunkt / Haltestelle |                      | Trianon                   | Trianon                   |
| U-Bahn-Haltepunkt / Haltestelle |                      | Phoenix                   | Phoenix                   |
| U-Bahn-Haltepunkt / Haltestelle |                      | Phoenix Mall              | Phoenix Mall              |
| U-Bahn-Haltepunkt / Haltestelle |                      | Palmerstone               | Palmerstone               |
| U-Bahn-Haltepunkt / Haltestelle |                      | Vacoas Central            | Vacoas Central            |
| U-Bahn-Haltepunkt / Haltestelle |                      | Sadally                   | Sadally                   |
| U-Bahn-Haltepunkt / Haltestelle |                      | Floréal                   | Floréal                   |
| U-Bahn-Haltepunkt / Haltestelle |                      | Curepipe North            | Curepipe North            |
| U-Bahn-Strecke Anfang Hochstrecke |                      |                           |                           |
| U-Bahn-Kopfbahnhof Ende Hochstrecke |                      | Curepipe Central          | Curepipe Central          |

Der Metro Express (französisch Métro express) ist ein Stadtbahnsystem auf der Insel Mauritius im Indischen Ozean. Es wurde im Januar 2020 eröffnet und verbindet die Hauptstadt Port Louis mit Curepipe. Die normalspurige Strecke ist 25,95 km lang und bedient 19 Haltestellen. Befahren wird sie von Stadtbahnwagen des Typs Urbos 3 des spanischen Schienenfahrzeugherstellers CAF. Eine Zweigstrecke nach Réduit wurde nach Eröffnung der Hauptlinie in Betrieb genommen. Das Projekt wurde vom indischen Baukonzern Larsen & Toubro verwirklicht, die Finanzierung erfolgte zu einem bedeutenden Teil durch die Regierung Indiens.

## Streckenbeschreibung
Die Strecke ist zurzeit 25,95 km lang und es werden 19 Haltestellen bedient; zukünftig sollen es 22 sein. Nördlicher Ausgangspunkt ist zurzeit die Haltestelle Victoria in der Hauptstadt Port Louis. Die größte Distanz zwischen zwei Haltestellen beträgt 5 km zwischen Coromandel und Barkly; in diesem Bereich führt die Strecke durch eine weitläufige Zuckerrohrplantage und ist eingezäunt. Ab Barkly verläuft die Strecke wieder durch urbanes Gebiet bis zur südlichen Endstation Curepipe Central. Abgesehen von wenigen Abschnitten steigt die Strecke stetig an (bis zu 5 % Steigung), von knapp über Meereshöhe bis auf über 300 m über Meer in Quatre Bornes und auf 561 m in Curepipe.
Die Trasse des nach Quatre Bornes führenden ersten Abschnitts hat auf fast ihrer gesamten Länge einen unabhängigen Bahnkörper und entspricht zu einem großen Teil der im Jahr 1964 stillgelegten Bahnlinie der Mauritius Government Railways. Das größte Einzelbauwerk ist eine 249 m lange Brücke, die den Grande Rivière Nord-Ouest auf 24 m Höhe überquert und auf sechs massiven Betonpfeilern ruht. Es gibt hier keine straßenbündigen Abschnitte, Bahnstrecke und Straßennetz berühren sich nur an signalisierten Bahnübergängen. Im Zentrum von Rose Hill führt ein Viadukt über mehrere Kreuzungen hinweg. Der südliche Streckenteil nach Curepipe folgt größtenteils den bestehenden Straßen, weshalb hier längere Abschnitte mit straßenbündigem Bahnkörper und Rasengleis vorhanden sind.

## Technik und Betrieb
Die Gleise weisen Normalspur (1435 mm) auf und erlauben eine Höchstgeschwindigkeit von 80 km/h. Elektrifiziert ist die Strecke mit 750 V Gleichspannung, wobei die Stromzufuhr vom nationalen Netz aus über mehrere Unterwerke erfolgt. Alle Haltestellen sind barrierefrei und videoüberwacht. Das Depot Richelieu steht westlich der Haltestelle Coromandel am Stadtrand von Port Louis und ist über ein Gleisdreieck an die Strecke angebunden. Es umfasst das Ausbesserungswerk, acht Abstellgleise im Freien sowie eine Wasch- und Besandungsanlage. Hinzu kommen Büros, Kontrollzentrum und Personalräume in den oberen Stockwerken.
Zum Einsatz gelangen 18 Stadtbahnwagen des Typs Urbos 3 des spanischen Schienenfahrzeugherstellers CAF. Die zu 100 % niederflurigen, siebenteiligen und zweirichtungsfähigen Multigelenkwagen sind 45,4 m lang und 2,65 m breit; sie laufen auf drei motorisierten Laufgestellen. Gefertigt wurden sie im CAF-Werk Beasain im Baskenland und danach per Schiff von Santander nach Port Louis transportiert, um auf der Strecke ausgiebig getestet zu werden.
Betreiberin der Stadtbahn ist die Metro Express Ltd. mit Sitz in Ebène. Diese am 26. Oktober 2016 gegründete Aktiengesellschaft ist zu 100 Prozent im Besitz der Republik Mauritius. Sie ist verantwortlich für Entwicklung, Finanzierung, Bau, Betrieb und Verwaltung der Stadtbahn.
Die Züge verkehren zurzeit täglich zwischen 6 und 22 Uhr alle zehn Minuten.

## Geschichte
Ab 1865 verband die knapp 60 km lange Midlands-Linie der Mauritius Government Railways die Hauptstadt Port Louis mit Curepipe im Landesinnern und Mahébourg an der Ostküste, wodurch sie entscheidend zur wirtschaftlichen Entwicklung der Region beitrug. Nach dem Zweiten Weltkrieg nahm die Rentabilität des Bahnbetriebs zunehmend ab, weshalb die britische Kolonialregierung im Jahr 1956 beschloss, den Personenverkehr einzustellen. Anschließend blieb die Strecke bis 1964 noch für den Güterverkehr (hauptsächlich Transport von Zuckerrohr) in Betrieb. Danach wurde sie abgebaut und das Alteisen zum Schrottwert nach Indien und Südafrika verkauft. Als Ersatz für die Bahnstrecke entstand eine Schnellstraße.
Die daraufhin einsetzende Massenmotorisierung führte über die Jahrzehnte zu einer massiven Zunahme des motorisierten Individualverkehrs, wobei der Ausbau des Straßennetzes damit bald nicht mehr Schritt halten konnte und es deshalb immer häufiger zu Verkehrsstaus kam. Der 2001 veröffentlichte Halcrow-Fox-Bericht zeigte auf, dass besonders im dicht besiedelten Korridor zwischen Port Louis und Curepipe ein Verkehrskollaps drohte. Daraufhin durchgeführte punktuelle Ausbauten bewirkten jedoch kaum eine Verbesserung der Situation, da die Zahl der Motorfahrzeuge weiterhin anstieg (um 2,2 % allein im Jahr 2016).
Nach einem Ausschreibungsverfahren unterzeichneten Premierminister Pravind Jugnauth und Vertreter des indischen Baukonzerns Larsen & Toubro am 31. Juli 2017 in der Ebène CyberCity einen Vertrag über Planung und Bau eines modernen Stadtbahnsystems. Unterstützung erhielt Larsen & Toubro durch das französische Ingenieurbüro Systra. Die Gesamtkosten wurden auf 18,8 Milliarden Mauritius-Rupien (ca. 470 Millionen Euro) veranschlagt, wobei sich die Regierung Indiens mit einem Kredit von 9,9 Milliarden Mauritius-Rupien (ca. 250 Millionen Euro) daran beteiligte. Am 26. Dezember 2017 gab das spanische Unternehmen CAF bekannt, dass es den Zuschlag für die Lieferung der Triebwagen erhalten habe. Der Vertrag im Wert von 100 Millionen Euro beinhaltete auch die Signalisation, ein rechnergestütztes Betriebsleitsystem, ein Zugbeeinflussungssystem, die Ausstattung des Depots und einen Fahrsimulator.
Die Bauarbeiten an der ersten Etappe und am Depot begannen kurz nach der Vertragsunterzeichnung. Am 3. Oktober 2019 erfolgte die feierliche Eröffnung gemeinsam durch die Premierminister von Mauritius und Indien, Pravind Jugnauth und Narendra Modi. Probefahrten mit Fahrgästen begannen am 22. Dezember 2019, wofür in den Gemeindebüros entlang der Strecke Gratis-Fahrkarten abgegeben worden waren. Am 10. Januar 2020 begann schließlich der fahrplanmäßige Betrieb auf der ersten Etappe zwischen den Haltestellen Victoria und Rose Hill. Ursprünglich war vorgesehen, die zweite Etappe nach Curepipe im September 2021 in Betrieb zu nehmen. Einschränkungen aufgrund der Maßnahmen gegen die COVID-19-Pandemie führten jedoch dazu, dass sich die Arbeiten verzögerten. Der Verkehr auf der Etappe 2A zwischen Rose Hill und Quatre Bornes Central wurde am 20. Juni 2021 aufgenommen, die Inbetriebnahme der Etappe 2B nach Curepipe Central erfolgte am 10. Oktober 2022.
Der Bau des nördlichsten Abschnitts in Port Louis musste vorerst zurückgestellt werden. Die Strecke sollte dort rund 800 m weiter nordostwärts bis zum zentralen Busbahnhof neben dem Gebäudekomplex Aapravasi Ghat führen, einem UNESCO-Welterbe. Es kann dort aber erst gebaut werden, wenn die UNESCO ihre Zustimmung gegeben hat.
Im Mai 2021 gab die Regierung bekannt, dass sich eine Zweigstrecke von Rose Hill über Ebène nach Réduit in der Planungsphase befindet. Sie ist 3,4 km lang und erschließt unter anderem verschiedene Bildungseinrichtung wie die University of Mauritius sowie ein Verwaltungszentrum. Die Strecke ging am 23. Januar 2023 in Betrieb.

## Weitere Ausbaupläne
Im Januar 2025 wurde bekannt, dass die Regierung des Inselstaates weitere Ausbaupläne nicht mehr mit Priorität verfolgt. Als Grund wurde die katastrophale finanzielle Situation angegeben.

## Haltestellen

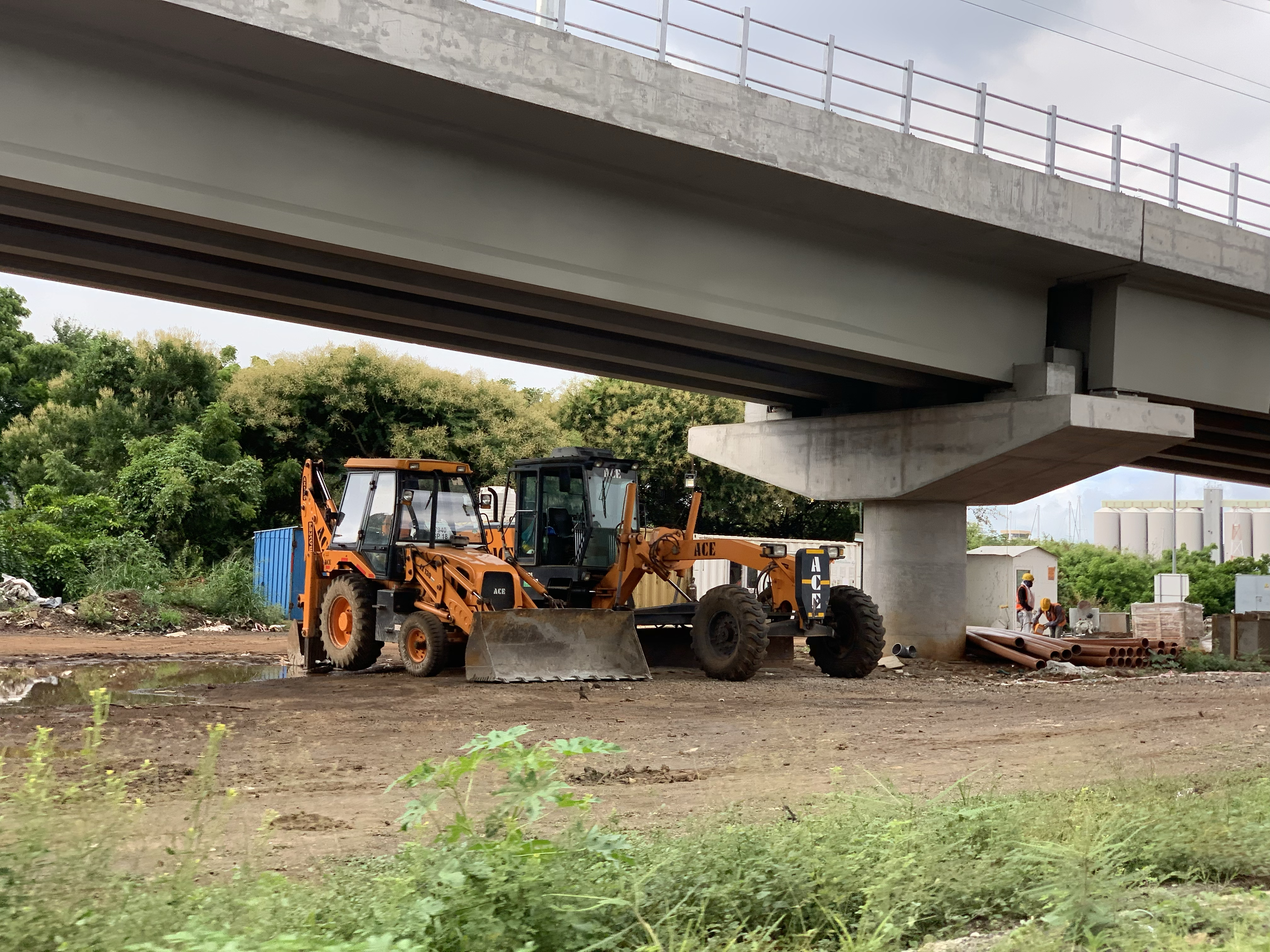
Bauarbeiten (Februar 2020)

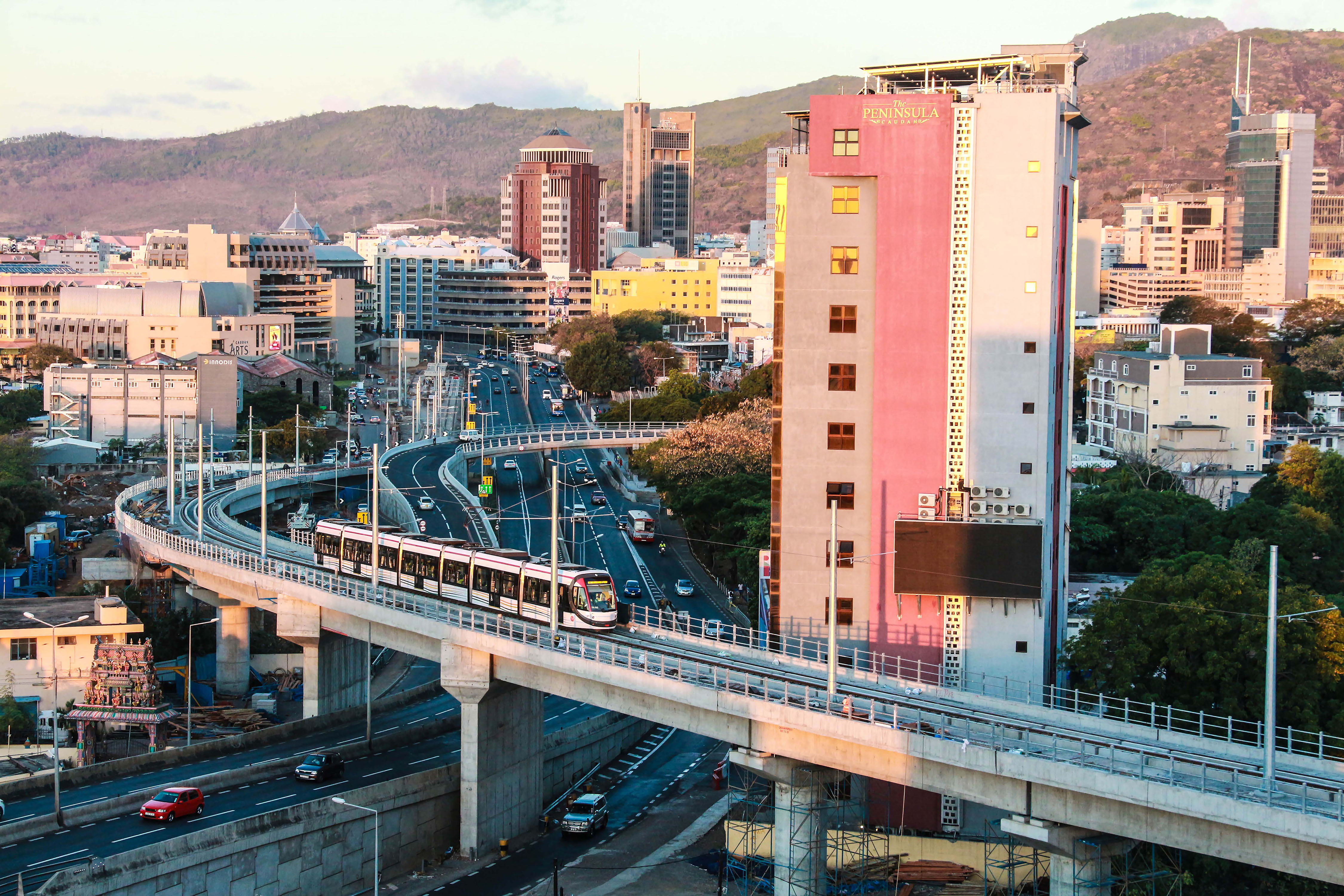
Stadtbahnstrecke in Port Louis

| Haltestelle              | Gemeinde              | Lage   |
| ------------------------ | --------------------- | ------ |
| Aapravasi Ghat           | Port Louis            | Koord. |
| Victoria                 | Port Louis            | Koord. |
| St Louis                 | Port Louis            | Koord. |
| Coromandel               | Port Louis            | Koord. |
| Barkly                   | Beau Bassin-Rose Hill | Koord. |
| Beau Bassin              | Beau Bassin-Rose Hill | Koord. |
| Vandermeersch            | Beau Bassin-Rose Hill | Koord. |
| Rose Hill Central        | Beau Bassin-Rose Hill | Koord. |
| Belle Rose               | Quatre Bornes         | Koord. |
| Quatre Bornes Central    | Quatre Bornes         | Koord. |
| St Jean                  | Quatre Bornes         | Koord. |
| Trianon                  | Quatre Bornes         | Koord. |
| Phoenix                  | Vacoas-Phoenix        | Koord. |
| Phoenix Mall             | Vacoas-Phoenix        | Koord. |
| Palmerstone              | Vacoas-Phoenix        | Koord. |
| Vacoas Central           | Vacoas-Phoenix        | Koord. |
| Sadally                  | Vacoas-Phoenix        | Koord. |
| Floréal                  | Vacoas-Phoenix        | Koord. |
| Curepipe Nord            | Curepipe              | Koord. |
| Curepipe Central         | Curepipe              | Koord. |
| Zweigstrecke nach Réduit |                       |        |
| Ebène Cybercity          | Moka                  | Koord. |
| Mahatma Gandhi           | Moka                  | Koord. |